# Конституційний суд Грузії
Конституційний суд Грузії (груз. საქართველოს საკონსტიტუციო სასამართლო, КСГ) — є судовим органом конституційного контролю, який гарантує верховенство Конституції Грузії, конституційної законності та захисту конституційних прав і свобод особистості. Згідно з Конституцією Грузії є судовим органом.

## Повноваження
Відповідно до ч. 2 ст. 19 Закону про Конституційний суд Грузії в межах своїх повноважень розглядає справи з таких питань:
- відповідність Конституції Грузії Конституційної угоди, законодавства Грузії, нормативних постанов парламенту Грузії, нормативних актів Президента Грузії, Уряду Грузії та в вищих державних органів автономних Республік Абхазії та Аджарії.
- суперечки про компетенцію між державними органами.
- питання про конституційність створення і діяльності політичних об'єднань;
- суперечки щодо конституційності референдуму або виборів;
- питання про конституційність нормативних актів, прийнятих у відповідності з Главою Другою Конституції Грузії;
- питання щодо конституційності міжнародних договорів і угод;
- вирішення питання про дострокове припинення повноважень члена парламенту Грузії;
- встановлення факту порушення Конституції Президентом Грузії, Головою Верховного Суду Грузії, членом Уряду Грузії, Генеральним прокурором Грузії, керівником Палати Контролю Грузії або членом Ради Національного банку Грузії.
- суперечки про порушення Конституційного закону Грузії «Про Статус автономної Республіки Аджарія»;
- відповідність нормативних актів Верховної Ради автономної Республіки Аджарія Конституції Грузії, Конституційному закону Грузії «Про Статус автономної Республіки Аджарія», Конституційній угоді, міжнародним договорам і угодам та іншим законодавством Грузії.